# Fermín Balbuena
Fermin Balbuena Giménez (n. Asunción, Paraguay, 7 de julio de 1962) es un exfutbolista paraguayo. Jugaba de mediocampista, y militó en diversos clubes de Paraguay y Chile.
Fue campeón de la copa Libertadores, la Supercopa y la Recopa con el Olimpia de Paraguay en 1990. También ganó los títulos de 1988 y 1989 del campeonato paraguayo.

## Clubes
| Club                | País     | Año       |
| ------------------- | -------- | --------- |
| Nacional            | Paraguay | 1985-1986 |
| Olimpia             | Paraguay | 1986-1991 |
| Cerro Corá          | Paraguay | 1992-1993 |
| Deportes Concepción | Chile    | 1993      |
| Olimpia             | Paraguay | 1994-1995 |